# Provincia de Murcia

División territorial de España en 1833 llevada a cabo por el secretario de Estado de Fomento Javier de Burgos.

La provincia de Murcia es una provincia de España, creada durante la división territorial de España en 1833, originada a raíz del territorio del sur del Reino de Murcia, que fue dividido en las provincias de Murcia y Albacete.
El gobierno de la provincia de Murcia lo ejercía la Diputación Provincial de Murcia.
Con la promulgación del Estatuto de Autonomía de la Región de Murcia el 9 de junio de 1982, se constituye la Región de Murcia, como comunidad autónoma uniprovincial, asumiendo desde entonces el gobierno de la provincia el Consejo de Gobierno de la Región de Murcia. Desde entonces, la provincia murciana se corresponde con dicha comunidad autónoma y la provincia existe principalmente a efectos electorales.